# Bellreguard (kommun)
Bellreguard är en kommun i Spanien.   Den ligger i provinsen Província de València och regionen Valencia, i den östra delen av landet, 300 km sydost om huvudstaden Madrid. Antalet invånare är 4 697. Arean är 2,9 kvadratkilometer. Bellreguard gränsar till Gandia, Guardamar de la Safor, Miramar, Palmera, L'Alqueria de la Comtessa, Rafelcofer och Almoines. 
Terrängen i Bellreguard är mycket platt.